# Михайлов Погост (Красноярский край)
Михайлов Погост — упразднённая деревня Бирилюсском районе Красноярского края России. Входила в состав Маталасского сельсовета. Исключена из учётных данных в 2001 году.

## География
Располагалась на левом берегу реки Катык (приток реки Кемчуг), на расстоянии приблизительно 7 км по прямой к северо-востоку от села Маталассы.

## История
Основана в 1908 году. По данным на 1926 год село Михайловско-Погостское состояло из 46 хозяйств. В административном отношении являлась центром Михайловско-Погостского сельсовета Бирилюсского района Ачинского округа Сибирского края.
В 1974 году решением райсовета предлагалось переименовать деревню в Катык.

## Население
По данным переписи 1926 года в селе проживало 225 человек (108 мужчин и 117 женщин), основное население — русские.